# Andrew J. Weinstein
Andrew Jacob Weinstein (* 1. Mai 1850 oder 1851 in Kiew, Gouvernement Kiew, Russisches Kaiserreich; † 14. Dezember 1915 in Philadelphia, Pennsylvania, Vereinigte Staaten) war ein britischer anglikanischer Priester, Kaplan und Missionar.
Weinstein wurde im damals russischen Kiew in eine jüdische Familie geboren, weshalb Jiddisch die erste Sprache war, die er lernte.
Er wurde 1870 als Christ getauft, als er an einem französischen College in Beirut studierte. Nachdem er als Missionar der London Jews' Society in Port Said gearbeitet hatte, erwarb er 1888 einen Abschluss am King’s College London und wurde zum Diakon ordiniert. Von 1890 bis 1893 war er curate an der Kirche St Andrew Undershaft und schloss sein Studium am University College der University of Durham ab. Im Jahr 1894 reiste er nach Südafrika, diente als curate an der St. James Church in Dundee in der anglikanischen Diözese Natal und war ab 1895 der erste anglikanische Rektor in der Stadt Polokwane, an der dortigen Christ Church im Bistum Pretoria. Nach kurzer Rückkehr nach England arbeitete er von 1897 bis 1907 in verschiedenen anglikanischen Kirchengemeinden in Australien, und zwar in Blackall, Queensland, in Collie (Western Australia) und in Norseman (Western Australia). Im Jahr 1907 zog er nach New York City und ging dann nach Washington, D.C., wo er 1908 als Kaplan der Church of Our Savior diente. 1909 wurde er Assistenzpastor an St. Peter’s Episcopal Church in Philadelphia und arbeitete daneben  als Hafenkaplan und Judenmissionar.